# Joseph Hick
Joseph Hick est un enseignant en mathématiques et étude du milieu à Bullange, dans les cantons de l'est en Belgique[Quand ?]. 

## Biographie
Il est originaire de Montzen mais est domicilié dans les Fourons. En 1985, il a joué le rôle de rapporteur d'un groupe de réflexion qui émettait certaines critiques à l'égard de la direction de son école. Le 20 août 1986, il est suspendu sans traitement pour quatre mois. Les raisons invoquées sont notamment l'abus d'autorité dans sa relation pédagogique avec ses élèves et l'insubordination envers sa direction. Il s'ouvre des problèmes qu'il rencontre à la presse locale. Le 10 octobre 1986, Joseph Hick est révoqué pour s'être livré à « des déclarations publiques et unilatérales ».
Joseph Hick tente de faire valoir ses droits auprès du tribunal du travail. Cette cour conclut qu'elle n'est pas compétente pour juger sur le plan disciplinaire et qu'elle ne peut réhabiliter l'enseignant. La cour l'aiguille vers la chambre de recours. Mais, en Belgique, cette instance existe en Communauté française de Belgique et en Communauté flamande mais n'existe pas en Communauté germanophone de Belgique.
Le 10 décembre 1988, il entame une première grève de la faim. Au total, il en effectuera cinq. Il campera également plusieurs mois devant le Secrétariat de l'enseignement catholique, à Bruxelles. Plus tard il se retrouvera SDF.
En douze ans de lutte, il a constitué une pétition qui a recueilli plus de 12 000 signatures. Il a également envoyé 5 000 lettres, notamment au Roi, à la Reine, aux évêques et à l'archevêque.